# Agia Galini
Agia Galini (în greacă Αγία Γαλήνη) este un sat din unitatea regională Rethymno, Creta, Grecia.

## Nume
În timpul civilizației minoice (c.3000BC—c.1450BC), satul era un oraș numit Soulia sau Soulina și era portul vechiului Syvritos.
Există mai multe origini concurente pentru sursa numelui lui Galini. Potrivit Bisericii Ortodoxe Grecoase, se spune că Agia Galini (Sf. Galini) a fost martirizată în Corint în secolul al III-lea d.Hr., sărbătoarea ei fiind sărbătorită pe 16 aprilie și este posibil ca satul să fi fost numit după a ei.
Numele Agia Galini poate fi, de asemenea, urmărit de la împărăteasa bizantină Eudocia. În jurul anului 441 d.Hr., Eudocia (Athinais), soția împăratului Teodosie al II-lea, a fost exilată în Africa, căzută în dizgrație din cauza suspiciunii de infidelitate. Nava pe care era transportată a fost prinsă de o furtună în golful Messara, când se spune că s-a rugat Fecioarei Maria pentru ajutor. Vasul a ajuns în siguranță pe malul portului Soulia (acum Agia Galini), moment în care Eudocia a făcut un jurământ și a construit o biserică în cinstea Fecioarei Maria. Biserica a fost numită „Sfânta (Αγια) Fecioară a seninătății (Γαλήνη)”. Biserica bizantină „Panagia” se află în cimitirul Agia Galini, cu vedere la plajă.
Scrierile istorice sugerează o altă posibilitate ca atunci când credința creștină a venit în Creta să fi fost înființată o mănăstire numită Galinios Christos (Hristosul Senin) și ca satul să fi adoptat numele mănăstirii.
O altă credință este că satul și-a luat numele de la sintagma „Aei Galini” („totodată pace”), deoarece portul este întotdeauna calm și pașnic.

## Geografie
Agia Galini este un sat mare, care ocupă extremul SE. capătul unității regionale Rethymno până la Marea Libiei. Situat la limita prefecturii Heraklion, construit amfiteatru pe o extremă stâncoasă orientată spre est, are un mediu minunat și o climă minunată. Comunitatea este clasificată ca o așezare rurală de câmpie, cu o suprafață de 11.812 km² și o altitudine medie ponderată de 25 (20 de așezare). Distanta de aproximativ 55 km de Rethymno și 68 km de Heraklion. 